# Fazenda do Carmo
O Conjunto Habitacional Fazenda do Carmo, conhecido por Fazenda do Carmo, é uma bairro localizado na Zona Leste de São Paulo, no distrito de José Bonifácio.
O bairro começou a ser construído no final dos anos 90, com a popularização do bairro vizinho Vila Cosmopolita. Entre 1998 e 2001, foram construídos cerca de 20 condomínios, através do mutirão da CDHU, que foram entregues cerca de 1600 apartamentos, pelo então governador na época Mario Covas.
O bairro aos poucos começou a se modernizar, sendo construídas duas grandes escolas, a "EMEF Governador Mario Covas e a " EE Juan Carlos Onetti" (conhecido como "Fazenda 4" e "Fazendão"). Possui diversas opções de transporte coletivo, e tem o Cemitério do Carmo como um de seus pontos de interesse.
Num horizonte distante e em um cenário hipotético, no ano de 2039, o bairro deve ganhar uma estação de Metrô, Estação Fazenda do Carmo, Linha 16 Violeta